# Ape X Mecha Ape: New World Order
Ape X Mecha Ape: New World Order ist ein US-amerikanischer Monsterfilm aus dem Jahr 2024 von Marc Gottlieb, der auch das Drehbuch verfasste. Der Film ist die Fortsetzung von Ape vs. Mecha Ape aus dem Jahr 2023 sowie von Ape vs. Monster aus dem Jahr 2021.

## Handlung
In einem Rückblick ist zu sehen, wie der damals noch kleine Abraham 2007 in einer Raumschiffkapsel die Welt umkreist, als sich ihm ein unbekanntes Flugobjekt nähert und dadurch der Kontakt zur NASA abbricht. Gegenwart: Nach seinem Sieg gegen den mechanischen Riesenaffen Mecha Ape lebt der riesige Gorilla Abraham auf der Forschungsinsel Watkins Island. Die Forschungsarbeiten leiten Marina und Hank. Als in der Nähe der Insel das Kreuzfahrtschiff Starlight Dream von allen Radaren verschwindet, gerät Abraham als Verantwortlicher für den Angriff ins Visier der Behörden. Allerdings ist der Übeltäter ein riesiges außerirdisches Monster, dass in der Tiefsee lebt und an den Riesenkraken erinnert – nur, dass er zusätzlich zu seinen Tentakeln auch Flügel besitzt. Sein Name lautet Cthulhu. Vor siebzehn Jahren war das Monster das Objekt, das den Weg Abrahams in dessen Kapsel kreuzte.
Naomi ist derweil wütend auf die Behörden, da keine offizielle Stellungnahme zum Schiffsunglück folgte und ihre Eltern Passagiere an Bord waren und nun vermisst werden. Da sie sich vom Staat verlassen fühlt, beschließt sie, eigene Nachforschungen anzustellen. An ihrer Seite ist die junge Reporterin Sara, die Naomis Recherche als Story publizieren möchte. Tatsächlich machen sie das Schiff wenig später an der Küste von Watkins Island ausfindig. Nach einiger Zeit kommt es zum Kampf zwischen Affe Abraham und dem Alien Cthulhu, den Cthulhu für sich entscheiden kann. Schwer verletzt kann sich Abraham noch rechtzeitig zurückziehen. Eve Lemuria ist eine Forscherin uralter Götter und Religionen und ist der Meinung, dass Cthulhu so eine alte Gottheit ist.
In Japan wurde derweil eine Mecha Ape II-Version erschaffen, die von der Pilotin Rio Tsukumoto gesteuert wird. Als der außerirdische Kraken auch an den Küsten Japans auftaucht, beschließt Takada, dass Mecha Ape II in den Kampf ziehen muss. Allerdings ist auch er unterlegen. Als Abraham zur Unterstützung eilt, der sich mit mechanischen Teilen verstärkt hat, kann das Alien besiegt werden.

## Hintergrund
Die Dreharbeiten entstanden überwiegend in einem Filmstudio im kalifornischen Burbank. Am 5. April 2024 erschien der Film in den USA als Video-on-Demand. Am 13. Dezember 2024 erschien der Film im deutschen Videoverleih.
Der Film ist der dritte Teil der Ape-Filmreihe und eine Fortsetzung von Ape vs. Monster aus dem Jahr 2021 und Ape vs. Mecha Ape aus dem Jahr 2023. Es handelt sich außerdem um einen Mockbuster zu Godzilla × Kong: The New Empire aus demselben Jahr.

## Rezeption
Auf Voices From The Balcony werden sowohl die CGI-Effekte auch als die – laut Blatt leider zu kurzen – Monsterkämpfe im Vergleich zum Vorgänger als besser bewertet. Der Film erinnere außerdem an die Godzilla-Filme der 1970er Jahre. Final erhält der Film 3,5 von insgesamt fünf Sternen.
Auf Criticless erhält der Film eine Wertung von 35 %. Das Schauspiel und das Drehbuch werden als „schlecht“ bezeichnet. Lediglich das Schauspiel von Ashley Dakin stößt positiv auf und über sie wird geschrieben, dass sie „definitiv die beste Schauspielerin in diesem Film“ sei und es „eine Schande sei, dass ihr Charakter nicht mehr zu tun hat“.
Aufgrund zu weniger Bewertungen hat der Film auf Rotten Tomatoes keine Wertung. In der Internet Movie Database hat der Film bei über 100 Stimmenabgaben eine Wertung von 3,2 von 10,0 möglichen Sternen (Stand Februar 2025).